# 455
Năm 455 là một năm trong lịch Julius.